# 二人の恋人 (映画)
『二人の恋人』（ふたりのこいびと）は、1969年4月12日に公開された日本映画。製作、配給は東宝。カラー、シネマスコープ、91分。併映は「津軽絶唱」（監督：岡本愛彦、主演：北大路欣也）。
酒井和歌子が、加山雄三の亡くなった恋人と、その後に現れた、そっくりな別人との二役を演じている。加山の弟役の高橋長英の映画デビュー作。

## あらすじ
甲野良平、美千子の父娘、加藤悠一、次郎の兄弟が箱根で遊ぶ。この8ミリ映画に映る美千子の姿は、もう甲野家にはなかった。そこに住んでいたのは、亡き美千子を偲ぶ父親良平とばあやのきよだけだった。そして悠一、次郎、良平の出版社に勤める青木夏子、そして弟の徹が集まると、自然と会話は美千子の話題に集中した。婚約者である悠一はまだ美千子の印象から抜け出せないでいた。
ある日、次郎は映画館のチケット売り場で、美千子にそっくりな坂本光代に出会う。その話を聞いた夏子は次郎を呼び止め、悠一と光代を自然に合わせようとする。家出中の次郎に気づいた悠一が夏子を訪ねた際、光代と出会ったのはそれから間もなくのことだった。呆然と立ち尽くす悠一に、夏子は写真のモデルとなった光代を紹介した。
その後、二人はデートを重ね、やがて悠一がプロポーズした。しかし彼女は返事をしなかった。そして光代が次郎を愛していることが分かる。帰宅後、悠一は光代のことで次郎と口論になった。それ以来、加藤家はなんだか変わってしまった。やがて悠一は家を飛び出した。そして今度は家出をしたと言って夏子を訪ねた。

## スタッフ
以下のスタッフ名は東宝に従った。
- 監督：森谷司郎
- 製作：藤本真澄
- 脚本：井手俊郎
- 音楽：佐藤勝
- 撮影：福沢康道
- 美術：中古智
- 録音：矢野口文雄
- 照明：高島利雄
- 編集：岩下広一
- チーフ助監督：大森健次郎
- 整音：下永尚

## キャスト
- 加藤悠一 : 加山雄三[1]
- 坂本光代／甲野美千子 : 酒井和歌子[1]
- 加藤民子 : 高峰三枝子[1]
- 青木夏子 : 池内淳子[1]
- 青木徹 : 東山敬司[1]
- 加藤次郎 : 高橋長英[1]
- 村川早苗 : 岡田可愛[1]
- 甲野良平 : 中村伸郎[1]
- マダム : 春川ますみ[1]
- 瑞枝 :  稲野和子[1]
- きよ : 賀原夏子[1]
- 千枝 : 京塚昌子[1]
- 青木夏子の昔の不倫相手 : 飯沼慧
- バーのバーテン : 古山桂治
- 芳子 : 関口昭子[2]
- 加藤悠一の隣家の女性 : 徳永礼子（後に徳永れい子）
- 受付嬢：高橋厚子

※ クレジットなしの出演者
- 地下鉄の乗客 : 田辺和佳子
- 甲野良平が持って来る加藤悠一の見合い相手 : 内藤洋子（後に喜多嶋洋子）〔写真のみ〕
- 日比谷映画劇場の客 : 日方一夫
- 加藤悠一の見合い相手 : 小林夕岐子 〔写真のみ〕
- クラブで演奏中のバンド : レオ・ビーツ